# وزارة علي ماهر باشا الثانية
وزارة علي ماهر باشا الثانية هي الوزارة الحادية والخمسون في مصر، صدر المرسوم الملكي بتشكيلها في 18 أغسطس 1939.

## أعضاء الحكومة
| الوزارة                     | الوزير                                                             |
| --------------------------- | ------------------------------------------------------------------ |
| رئيس مجلس الوزراء           | علي ماهر باشا                                                      |
| وزير الداخلية               | علي ماهر باشا (إلى جانب منصبه رئيسًا لمجلس الوزراء)                 |
| وزير الخارجية               | علي ماهر باشا (إلى جانب منصبه رئيسًا لمجلس الوزراء ووزيرًا الداخلية) |
| وزير المالية                | حسين سري باشا                                                      |
| وزير العدل                  | مصطفى محمود الشوربجي بك                                            |
| وزير الأشغال العمومية       | عبد القوي أحمد بك                                                  |
| وزير الدفاع الوطني          | محمد صالح حرب باشا                                                 |
| وزير الصحة العمومية         | حامد محمود                                                         |
| وزير المعارف العمومية       | محمود فهمي النقراشي باشا                                           |
| وزير الأوقاف                | عبد الرحمن عزام بك                                                 |
| وزير الزراعة                | محمد توفيق الحفناوي بك                                             |
| وزير المواصلات              | محمود غالب باشا                                                    |
| وزير التجارة والصناعة       | سابا حبشي بك                                                       |
| وزير الشئون الاجتماعية      | عبد السلام الشاذلي بك                                              |
| وزير دولة للشئون البرلمانية | محمد علي علوبة باشا                                                |
| وزير دولة للشئون البرلمانية | إبراهيم عبد الهادي                                                 |

## الملاحظات
1. ↑  كان اسم الوزارة "وزارة الحقانية" في وزارة محمد محمود الرابعة.
2. ↑  كان اسم الوزارة "وزارة الحربية والبحرية" في وزارة محمد محمود الرابعة.
3. 1 2  مستمر من وزارة محمد محمود الرابعة.
4. 1 2  منصب مستحدث في هذه الوزارة.

## وصلات داخلية
- قائمة رؤساء مجلس وزراء مصر